# Zunud
Zunud, również Zunut i Zunut-Dag-dibi – miejscowość i gmina w rejon Şəki w Azerbejdżanie. Ma 1270 mieszkańców.